# Livet för tsaren

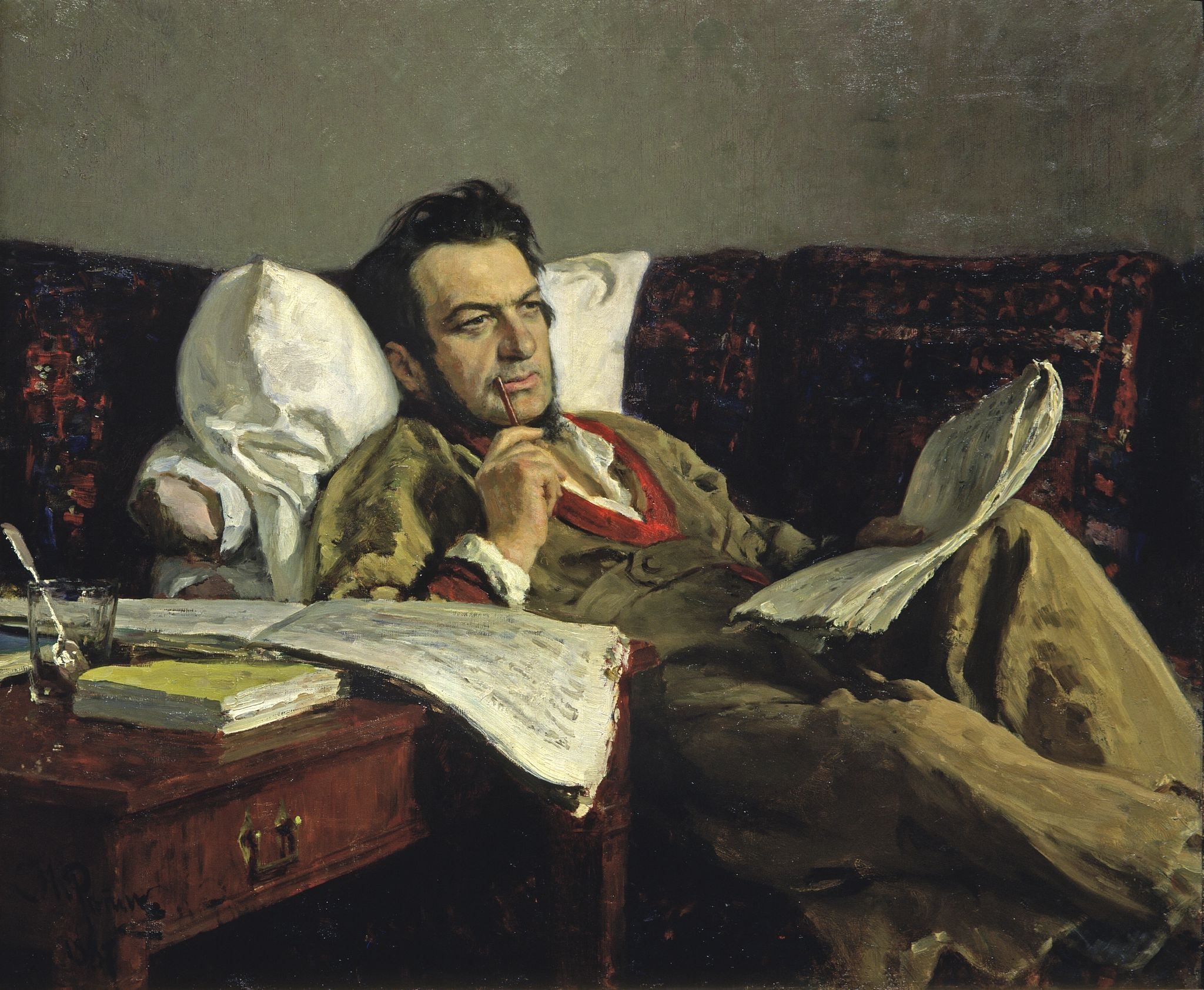
Michail Glinka målad av Ilja Repin.

Livet för tsaren eller Ivan Susanin, (ryska: Жизнь за царя, Zhizn' za tsarja) är en opera i fem akter med musik av Michail Glinka. Libretto som bygger på historiska händelser av Nestor Kukolnik, Jegor Rozen, Vladimir Sollogub och Vasilij Zjukovskij.

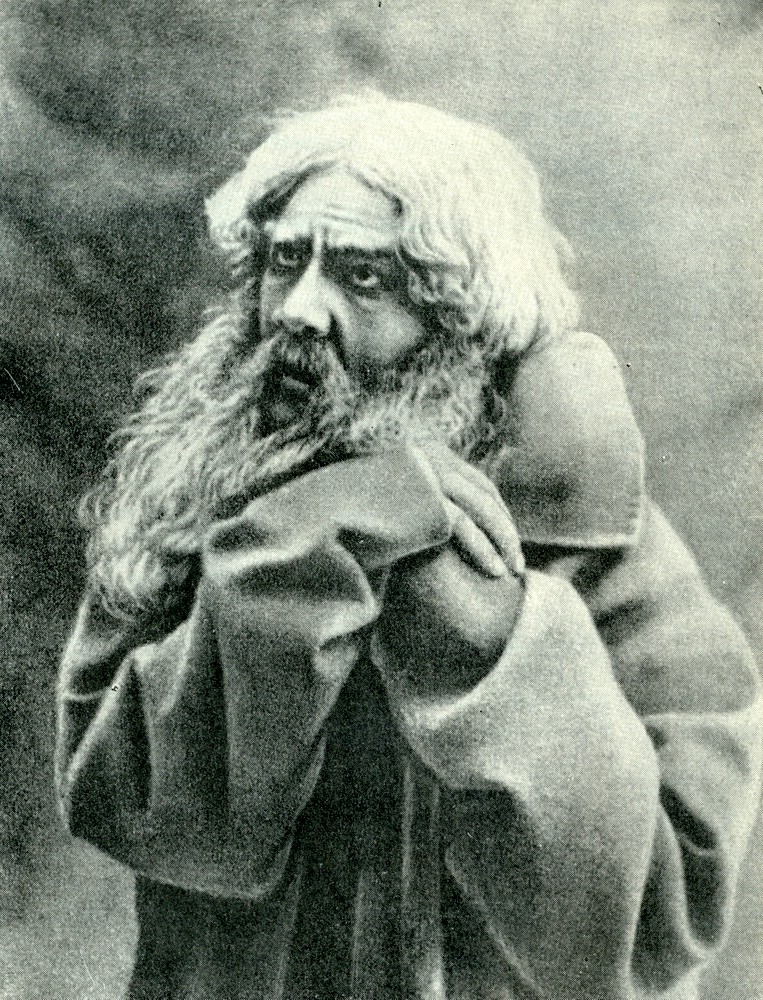
Fjodor Sjaljapin i huvudrollen som Ivan Susanin.

## Bakgrund
Handlingen utspelas mot slutet av den Stora oredan. Den ryska adeln hade avslutat de strider om tronföljden som hade varat i ett årtionde och genom en nationell samling lyckats tränga tillbaka de främmande erövrarna, polacker och svenskar. I folkminnet bevarades namnen på många av den här tidens legendariska hjältar. Den mest berömda av dem var Ivan Susanin, en enkel rysk bonde som till priset av sitt eget liv lyckades rädda den unge tsaren och förde en hel polsk armé i döden. Susaninlegenden väcktes till liv igen i början av 1800-talet och togs upp i bildkonsten och i litteraturen, och stod även att finna på såväl operascenen som i konsertsalen. År 1815 uruppfördes en Ivan Susanin-opera av Catterino Cavos med stor framgång i Sankt Petersburg, och som för övrigt hade ett lyckligt slut. Glinka inspirerades dock inte av den här operahändelsen (han var då bara elva år gammal), utan av en ballad av Kondratij Rylejev, en poet ur dekabriströrelsen, som med Susaningestalten betonade det ryska folkets självständiga roll. Den adlige Rylejev blev som ledare för upproret den 14 december 1825 av tsaren dömd till döden och avrättad. Det är en ödets ironi i den ryska historien att Rylejevs episka dikt skulle bilda kärnan till en opera, som senare skulle komma att uppföras under titeln Livet för tsaren. Glinka var ingen politisk tonsättare, hans lojalitet gentemot tsarhovet är obestridd. Å andra sidan lärde han genom sin ställning i Sankt Petersburgs konstnärskretsar känna flera ledande företrädare för den missnöjda ryska intelligentian, som han stod mycket nära. Vardagspolitiken underordnade han dock sin stora idé om en nationalopera. Under 1830-talet lade tsar Nikolaj I:s polisstat beslag på Susanintemat och ställde det i den officiella statliga ideologins tjänst. Det fick till och med en ny aktualitet i och med att den polska resningen 1830-31 slogs ned. Nikolaj I och hans hov lät sig inte besväras av det faktum att det 1612 hade varit polackerna som hade angripit Ryssland, medan det 1830 var Ryssland som ockuperade Polen. I förgrunden för tsaren och hans hov stod den uttalade moralen klar: den enkle ryske bonden är alltid beredd att offra sitt liv för den gudomliga tsaren.

## Historia

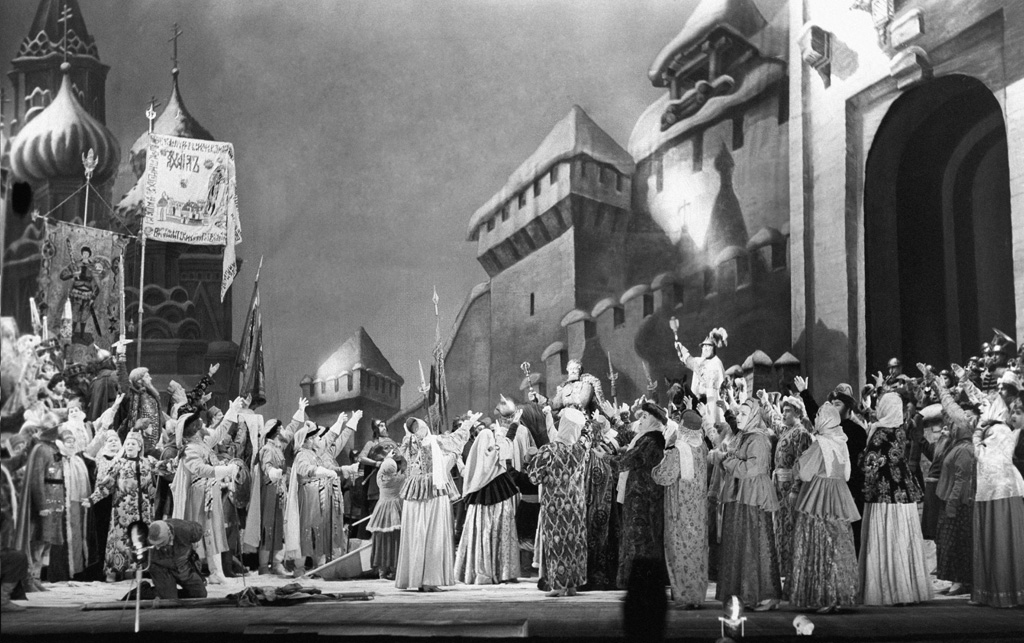
En uppsättning av Ivan Susanin på Bolsjojteatern 1957.

Skapelseprocessen sträckte sig över två år. Verkets ursprungliga titel var Ivan Susanin. Scenariot skapade Glinka själv. Vid utformningen av texten medverkade flera författare, tills Jegor Rozen (sekreterare till tsarens son) till sist sammanställde den slutgiltiga versionen. Denne sörjde för också för att Susanin i stycket inte i alltför hög grad erinrade om en äkta livegen. Av den legendariske hjälten skapade Rozen en idealisk undersåte: en representativ mönsterbonde. Det är inte att undra på att tsar Nikolaj I blev väl så nöjd med operan. Han var närvarande vid repetitionerna, lät Glinka besöka honom, hälsade honom som en tillgiven vän och förärade honom efter uppförandet en värdefull ring. Redan under repetitionerna ändrade Glinka titeln till Livet för tsaren och tillägnade operan till tsaren.
Operan uruppfördes i Sankt Petersburg den 9 december 1836 och blev en omedelbar framgång. Den var länge obligatoriskt säsongsöppningsnummer på de ryska operahusen och den första ryska opera som fick en given plats på repertoaren. Den var även en av de första ryska operorna som blev kända utomlands.

## Om operan
Glinka ville även musikaliskt karakterisera ryssarna och polackerna. Den ryska miljön framställdes på mångahanda sätt, medan de polska soldaterna och hovfolket däremot kännetecknades av enkla polska danser (mazurka, polonäs och krakowiak). I centrum för dramat står polariseringen, även musikaliskt, mellan två fientliga nationer, liksom i Musorgskijs opera Boris Godunov.
Operan kännetecknas av byatmosfären, de folkliga karaktärerna, den genomarbetade handlingen och den folkligt inspirerade musiken (där element från den ryska bondemusiken och populärmusiken i städerna smälts samman till en enhetlig musikstil), något som senare skulle bli karakteristiskt även för andra nationalromantiska tonsättare i Central- och Östeuropa (Bedřich Smetana, Antonín Dvořák, Stanisław Moniuszko och Ferenc Erkel). Men det är en mycket idealiserad framställning: bondflickan Antonia bär en dyrbar nationaldräkt, Susanins trähus är lika rent och prydligt som i en saga och framförallt är alla de ryska huvudpersonerna tappra och hjältemodiga. Här saknas ondskefulla gestalter. Motståndaren framställs som ett kollektiv: fiendelandet.
Den berömda slutkören, "Hell tsaren, hell Ryssland!", föreslogs flera gånger som rysk respektive sovjetisk nationalsång. Körsatsen är mycket effektfull och med dess koncisa enkelhet och klangfärg, som inspirerats av den flerstämmiga ryska folkmusiken. Dess musikaliska tema står för tsarens imaginära "heliga gestalt", som är identisk med det ryska fäderneslandet.
I Västeuropa närmar man sig de ryska verken med aktning för deras nationaltypiska karaktär, men man är samtidigt på jakt efter övergripande tankegångar. Regissören Alfred Kirchner inriktade sig på att framställa tidlösa fenomen och gjorde därigenom en verklig teaterupplevelse av den ryska operan. I Ryssland avvek man under lång tid knappast från konventionerna, vilket gjorde Livet för tsaren till en legendarisk kostymopera med föga koppling till nutiden.

## Ryska basar

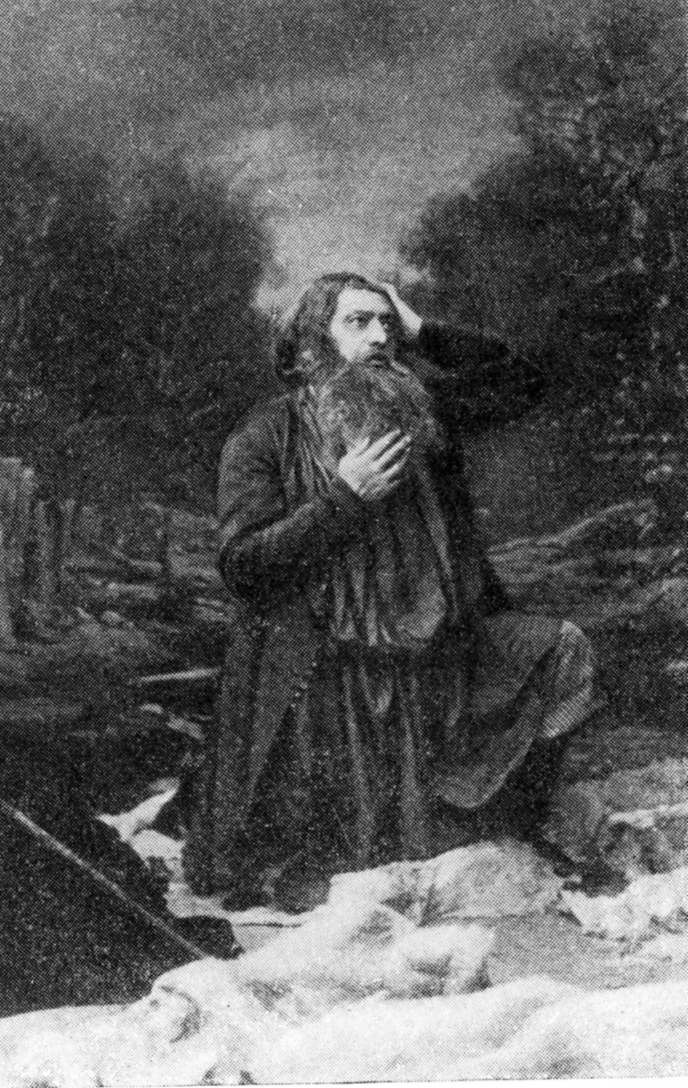
Den förste Ivan Susanin 1836, basen Osip Petrov. Han hade en ovanligt djup basröst med ett stort omfång. Han kunde otroligt nog sjunga kontrabasens låga B, och hans högsta ton låg på lilla giss.

Med Ivan Susanins roll inleddes den långa raden av stora ryska baspartier i operalitteraturen, bland dem de mäktiga rollgestalterna Boris Godunov (Musorgskij), Dosifej och Ivan Chovanskij (i Musorgskijs Chovansjtjina), furst Galitskij och Kontjak khan (Aleksandr Borodins Furst Igor), Ivan den förskräcklige (Rimskij-Korsakovs Flickan från Pskov) och den gamle fursten Jurij av Stora Kitezj (Rimskij-Korsakovs Legenden om den osynliga staden Kitezj). De här hjältarna är vanligen äldre och är ofta fäder. Men rollernas tyngd och aura avgörs inte så mycket av släkt- eller vänskapsband, utan desto mer av den sociala och politiska ställningen, av kallelsen respektive karisman. De ryska baspartierna är främst förbehållna ovanliga gestalter: förkroppslingar av tsaren, folkledare eller nationalhjältar. Faderskänslan har bara underordnad betydelse. De här hjältemodiga baspartierna är uttryck för det enorma sociala intresse som 1800-talets ryska intellektuella visade för messianska tankar. Också den sublima musiken alluderar på detta förhållande. Tonfallet i Ivan Susanins avskeds- och dödsaria (akt IV) återfinns hos senare gestalter, till exempel hos furst Igon, Dosifej och furst Jurif av Stora Kitezj. 
De stora ryska baspartierna fick också liv genom de inte mindre stora ryska bassångarna. Osip Petrov var den förste Susanin och den förste Ruslan (Glinkas opera Ruslan och Ludmila). Tre årtionden senare sjöng han Vaarlams parti vid uruppförandet av Boris Godunov. Till nästa generation framstående bassångare hörde Fjodor Stravinskij, som var far till tonsättaren Igor Stravinskij och hade engagemang vid Mariinskijteatern i Sankt Petersburg. Han följdes av Fjodor Sjaljapin som blev till internationell storstjärna. En stor rysk bas i generationen efter Sjaljapin var Mark Reizen (1896-1995). Reizen, som blev nästan 100 år gammal, var från 1930 engagerad vid Bolsjojteatern i Moskva och fortsatte sjunga ända in på 1970-talet. Hans efterträdare, Jevgenij Nesterenko, Alexander Vedernikov och andra, hör redan till ett utdöende släkte. I början av 2000-talet verkar den ryske basen vara utdöd som ett speciellt fenomen i operavärlden.

## Personer
- Ivan Susanin, en bonde (Bas)
- Antonida, hans dotter (Sopran)
- Bogdan Sobinin, hennes trolovade (Tenor)
- Vanja, Susanins fosterson (Alt)
- Den polske härföraren (Baryton)
- Den polske budbäraren (Tenor)
- Rysk soldat (Bas)
- Ryska bönder, lantvärnsmän, polskt hovsällskap, ryttare (kör)

## Handling

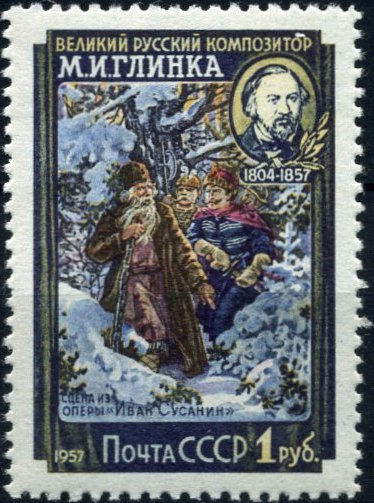
Sovjetiskt frimärke 1957 med anledning av 100-årsminnet av Glinkas död. Scen ur operan.

Operan utspelar sig i en rysk by med omgivningar år 1613 och handlar om den historiske fosterländske hjälten Ivan Susanin, som gav sitt liv i kampen mot de invaderande polska trupperna och för den nyligen utkorade tsaren Mikael I, den förste av ätten Romanov.
Akt I
I Dominin ansluter sig bönderna till lantvärnet för att försvara landet mot inkräktarna. Antonida, bonden Susanins dotter, drömmer om sin trolovade Sobinin, som kämpar i fjärran. Men så länge landet är utan härskare vill Ivan Susanin inte ge tillstånd till bröllopet. Susanin uppmanar folket till att göra motstånd. Ryska soldater, bland dem även Sobinin, kommer med goda underrättelse: Moskva har befriats. Bojarerna har lyckats ena sig om en tsarkandidat: Michail Fjodorovitj Romanov. Nu står inget längre i vägen för bröllopet.
Akt II
I kung Sigismunds palats firar de polska adelsmännen erövringarna i Ryssland med festmåltid och dans. En budbärare berättar att ryssarna har återerövrat Moskva. Kung Sigismund sänder ut en trupp som skall spåra upp och ta tillfånga den unge tsaren.
Akt III
Vanja, Susanins adoptivson, vill ansluta sig till de ryska försvararna och i likhet med fosterfadern tjäna fosterlandet. Byinvånarna hälsar brudparet Antonida och Sobinin. Susanin inbjuder alla till bröllopet. Då tränger plötsligt en polsk trupp in i Susanins hus. Polackerna tvingar husets herre att föra dem till tsarens gömställe. Susanin går skenbart med på detta. Han lyckas i smyg sända iväg Vanja för att varna tsaren. Därefter börjar Susanin visa polackerna vägen. När bröllopsgästerna anländer finner de endast den ensamma och gråtande Antonida.
Akt IV
Sobinin ger sig av med sina kamrater för att rädda Susanin. Vanja skyndar till det närliggande klostret för att varna tsaren. Susanin leder polackerna in i en oländig skog med gyttjig mark. I gryningen märker polackerna att Susanin har fört dem vilse och dödar honom men omkommer även själva.
Epilog
I Moskva förbereds kröningen. I den jublande folkmassan befinner sig Antonida, Sobinin och Vanja. De sörjer Ivan Susanin och talar om hans hjältedåd. Folket hyllar den nye tsaren och det befriade Ryssland. Tsaren prisar Susanin som gav sitt liv för tsaren.